# Autry
Autry é uma comuna francesa na região administrativa de Grande Leste, no departamento Ardenas. Estende-se por uma área de 16,63 km². Em 2010 a comuna tinha 124 habitantes (densidade: 7,5 hab./km²).